# Транзакции в секунду
Транзакции в секунду (Т/с) — единица измерения, определяющая количество произведённых операций пересылки данных в секунду в каком-либо канале связи. Обычно используются более крупные единицы: гигатранзакции в секунду (ГТ/с, англ. gigatransfers per second, GT/s) для обозначения миллиарда пересылок в секунду, и мегатранзакции в секунду (МТ/с, англ. megatransfers per second, MT/s) для миллиона пересылок.
Формула для расчёта скорости передачи данных: Ширина канала (бит/транз.) × транз./с = бит/с. Например, 64 б/Т × 1 ГТ/с = 64 Гбит/с = 8 ГБ/с.
SCSI попадает под мегатранзактерный диапазон скорости передачи данных, в то время как новые архитектуры шины, вроде Front Side Bus, QuickPath Interconnect, PCI Express и HyperTransport работают на скорости в несколько ГТ/с. Например, скорость передачи данных одной линии PCI Express 2.0 — 5 ГТ/с, что равняется 4 Гбит/с.